# Хеюань
Хеюань (кит. спр. 河源市, піньїнь: Héyuán Shì) — місто-округ в китайській провінції Гуандун. 

## Географія
Хеюань розташовується у північно-східній частині провінції.

### Клімат
Місто знаходиться у зоні, котра характеризується вологим субтропічним кліматом. Найтепліший місяць — липень із середньою температурою 28.7 °C (83.7 °F). Найхолодніший місяць — січень, із середньою температурою 13 °С (55.4 °F).
| Клімат Хеюаня           | Клімат Хеюаня | Клімат Хеюаня | Клімат Хеюаня | Клімат Хеюаня | Клімат Хеюаня | Клімат Хеюаня | Клімат Хеюаня | Клімат Хеюаня | Клімат Хеюаня | Клімат Хеюаня | Клімат Хеюаня | Клімат Хеюаня | Клімат Хеюаня |
| Показник                | Січ.          | Лют.          | Бер.          | Квіт.         | Трав.         | Черв.         | Лип.          | Серп.         | Вер.          | Жовт.         | Лист.         | Груд.         | Рік           |
| Середній максимум, °C   | 17,2          | 17,5          | 20,7          | 24,7          | 28,1          | 30            | 32            | 31,9          | 30,4          | 27,5          | 23,2          | 19,2          | 25,2          |
| Середня температура, °C | 13            | 14,1          | 17,5          | 21,8          | 25,4          | 27,2          | 28,7          | 28,6          | 27,2          | 23,8          | 19            | 14,7          | 21,8          |
| Середній мінімум, °C    | 7,7           | 9,4           | 12,9          | 17,3          | 20,9          | 23,1          | 23,9          | 23,7          | 22,2          | 18,4          | 13,7          | 8,9           | 16,8          |
| Норма опадів, мм        | 52.1          | 86.7          | 131.4         | 233           | 357.4         | 354           | 202.9         | 208.4         | 151.9         | 69.6          | 44.1          | 31.2          | 1922.7        |
| Днів з опадами          | 8,2           | 11,1          | 15,1          | 15,8          | 18,7          | 20,4          | 16,5          | 17,3          | 12,5          | 7,4           | 6,1           | 6,5           | 155,6         |
| Вологість повітря, %    | 72.2          | 79.1          | 81            | 81.7          | 81.4          | 81.3          | 76.9          | 77.6          | 76.3          | 73            | 71.2          | 70            | 76.8          |
| ----------------------- | ------------- | ------------- | ------------- | ------------- | ------------- | ------------- | ------------- | ------------- | ------------- | ------------- | ------------- | ------------- | ------------- |
| Джерело: Weatherbase    |               |               |               |               |               |               |               |               |               |               |               |               |               |

## Адміністративний поділ
Міський округ поділяється на 1 район і 5 повітів:
| Карта                                                | Карта    | Карта    | Карта            |
| ---------------------------------------------------- | -------- | -------- | ---------------- |
| Ляньпін Хепін Лунчуань Дун'юань ① Цзицзінь ① Юаньчен |          |          |                  |
| Статус                                               | Назва    | Оригінал | Населення (2020) |
| Район                                                | Юаньчен  | 源城区   | 703 607          |
| Повіт                                                | Дун'юань | 东源县   | 348 386          |
| Повіт                                                | Лунчуань | 龙川县   | 595 471          |
| Повіт                                                | Ляньпін  | 连平县   | 285 224          |
| Повіт                                                | Хепін    | 和平县   | 353 903          |
| Повіт                                                | Цзицзінь | 紫金县   | 551 095          |